# 余濂
余濂（1464年—？），字宗周，江西南康府都昌縣人，民籍，明朝政治人物。

## 生平
弘治五年（1492年）壬子科江西鄉試第二十四名舉人。弘治六年（1493年）中式癸丑科會試第八十二名，三甲第十一名。弘治十一年十二月选授浙江道御史，十二年八月以灾异劾奏礼部尚书徐琼，十七年巡按山东，十一月因勘问指挥使杨茂诈告指挥佥事张天祥一案，降二级改调雲南布政司照磨，武宗继位，弘治十八年七月升武进知县，官至雲南副使。

## 家族
曾祖余仲慶；祖父余伯誠；父余嵩，推官。母翁氏；繼母白氏。慈侍下。兄余瀾。